# Lycalopex
Le licalopecie (Lycalopex, Burmeister, 1854), dette anche pseudovolpi o volpi lupo, sono un genere di canidi cerdocionini originari del Sudamerica. L'IUCN usa tuttora il nome Pseudalopex, ma considera Lycalopex un sinonimo legittimo. Vengono spesso erroneamente chiamate «volpi», sebbene siano poco imparentate con le volpi propriamente dette, essendo invece più vicine ai canidi lupini come i lupi e gli sciacalli.

## Etimologia
Il nome generico è una combinazione di λύκος (lupo) e ἀλώπηξ (volpe).

## Evoluzione e tassonomia
In base a uno studio del 2010, utilizzando il metodo dell'orologio molecolare, fu ritenuto che le licalopecie fossero di origine nordamericana, essendosi separate dall'ultimo antenato comune con il maikong e l'atelocino fra i 2,4 e i 2,7 milioni di anni fa, poco prima della formazione dell'istmo di Panama, che permise loro di entrare in Sudamerica durante il grande scambio americano. Un'analisi delle sequenze delle regioni HV1 e HV2 del DNA mitocondriale di tutte le specie odierne, però, rivelò che le licalopecie si divisero dalla stirpe del maikong fra 1 e 3 milioni di anni fa, dopo la formazione dell'istmo di Panama, e che la prima diversificazione fra le specie odierne avvenne solo un milione di anni fa con L. vetulus, la specie più basale del genere. La seconda fase di diversificazione sembra essere accaduta in Cile o in Argentina, con quella che risulta essere la diversificazione più recente tra L. culpaeus e L. griseus, che si stima sia accaduta fra i 600 000 e i 350 000 anni fa. Lo studio rivelò inoltre che molteplici individui della specie L. gymnocercus portano aplotipi riconducibili a L. griseus in zone dove quest'ultimo non è presente. Ciò indicherebbe che l'areale di L. griseus è più vasto del previsto, o che le due specie si siano incrociate. 
Questo albero filogenetico è basato su una filogenia proposta nel 2005 in base al genoma mitocondriale delle specie odierne, ma modificata per incorporare scoperte successive.
|  | Speoto                                                    |
|  |                                                           |
|  | \| \| Crisocione \| \| \| \| \| \| †Dusicione \| \| \| \| |
|  |                                                           |
|  | Crisocione                                                |
|  |                                                           |
|  | †Dusicione                                                |
|  |                                                           |

|  | Crisocione |
|  |            |
|  | †Dusicione |
|  |            |

|  | Pseudovolpe di Darwin |
|  |                       |
|  | Aguarachay            |
|  |                       |

|  | Culpeo |
|  |        |
|  | Chilla |
|  |        |

|  | Pseudovolpe di Darwin |
|  |                       |
|  | Aguarachay            |
|  |                       |

|  | Culpeo |
|  |        |
|  | Chilla |
|  |        |

|  | Pseudovolpe di Darwin |
|  |                       |
|  | Aguarachay            |
|  |                       |

|  | Culpeo |
|  |        |
|  | Chilla |
|  |        |

|  | Pseudovolpe di Darwin |
|  |                       |
|  | Aguarachay            |
|  |                       |

|  | Culpeo |
|  |        |
|  | Chilla |
|  |        |

|  | Pseudovolpe di Darwin |
|  |                       |
|  | Aguarachay            |
|  |                       |

|  | Culpeo |
|  |        |
|  | Chilla |
|  |        |

|  | Pseudovolpe di Darwin |
|  |                       |
|  | Aguarachay            |
|  |                       |

|  | Culpeo |
|  |        |
|  | Chilla |
|  |        |

|  | Pseudovolpe di Darwin |
|  |                       |
|  | Aguarachay            |
|  |                       |

|  | Culpeo |
|  |        |
|  | Chilla |
|  |        |

|  | Pseudovolpe di Darwin |
|  |                       |
|  | Aguarachay            |
|  |                       |

|  | Culpeo |
|  |        |
|  | Chilla |
|  |        |

|  | Pseudovolpe di Darwin |
|  |                       |
|  | Aguarachay            |
|  |                       |

|  | Culpeo |
|  |        |
|  | Chilla |
|  |        |

|  | Pseudovolpe di Darwin |
|  |                       |
|  | Aguarachay            |
|  |                       |

|  | Culpeo |
|  |        |
|  | Chilla |
|  |        |

|  | Pseudovolpe di Darwin |
|  |                       |
|  | Aguarachay            |
|  |                       |

|  | Culpeo |
|  |        |
|  | Chilla |
|  |        |

|  | Pseudovolpe di Darwin |
|  |                       |
|  | Aguarachay            |
|  |                       |

|  | Culpeo |
|  |        |
|  | Chilla |
|  |        |

|  | Pseudovolpe di Darwin |
|  |                       |
|  | Aguarachay            |
|  |                       |

|  | Culpeo |
|  |        |
|  | Chilla |
|  |        |

|  | Pseudovolpe di Darwin |
|  |                       |
|  | Aguarachay            |
|  |                       |

|  | Culpeo |
|  |        |
|  | Chilla |
|  |        |

|  | Pseudovolpe di Darwin |
|  |                       |
|  | Aguarachay            |
|  |                       |

|  | Culpeo |
|  |        |
|  | Chilla |
|  |        |

|  | Pseudovolpe di Darwin |
|  |                       |
|  | Aguarachay            |
|  |                       |

|  | Culpeo |
|  |        |
|  | Chilla |
|  |        |

|  | Pseudovolpe di Darwin |
|  |                       |
|  | Aguarachay            |
|  |                       |

|  | Culpeo |
|  |        |
|  | Chilla |
|  |        |

|  | Pseudovolpe di Darwin |
|  |                       |
|  | Aguarachay            |
|  |                       |

|  | Culpeo |
|  |        |
|  | Chilla |
|  |        |

|  | Pseudovolpe di Darwin |
|  |                       |
|  | Aguarachay            |
|  |                       |

|  | Culpeo |
|  |        |
|  | Chilla |
|  |        |

|  | Pseudovolpe di Darwin |
|  |                       |
|  | Aguarachay            |
|  |                       |

|  | Culpeo |
|  |        |
|  | Chilla |
|  |        |

|  | Pseudovolpe di Darwin |
|  |                       |
|  | Aguarachay            |
|  |                       |

|  | Culpeo |
|  |        |
|  | Chilla |
|  |        |

|  | Pseudovolpe di Darwin |
|  |                       |
|  | Aguarachay            |
|  |                       |

|  | Culpeo |
|  |        |
|  | Chilla |
|  |        |

|  | Pseudovolpe di Darwin |
|  |                       |
|  | Aguarachay            |
|  |                       |

|  | Culpeo |
|  |        |
|  | Chilla |
|  |        |

|  | Pseudovolpe di Darwin |
|  |                       |
|  | Aguarachay            |
|  |                       |

|  | Culpeo |
|  |        |
|  | Chilla |
|  |        |

|  | Pseudovolpe di Darwin |
|  |                       |
|  | Aguarachay            |
|  |                       |

|  | Culpeo |
|  |        |
|  | Chilla |
|  |        |

|  | Pseudovolpe di Darwin |
|  |                       |
|  | Aguarachay            |
|  |                       |

|  | Culpeo |
|  |        |
|  | Chilla |
|  |        |

|  | Pseudovolpe di Darwin |
|  |                       |
|  | Aguarachay            |
|  |                       |

|  | Culpeo |
|  |        |
|  | Chilla |
|  |        |

|  | Pseudovolpe di Darwin |
|  |                       |
|  | Aguarachay            |
|  |                       |

|  | Culpeo |
|  |        |
|  | Chilla |
|  |        |

|  | Pseudovolpe di Darwin |
|  |                       |
|  | Aguarachay            |
|  |                       |

|  | Culpeo |
|  |        |
|  | Chilla |
|  |        |

|  | Pseudovolpe di Darwin |
|  |                       |
|  | Aguarachay            |
|  |                       |

|  | Culpeo |
|  |        |
|  | Chilla |
|  |        |

|  | Pseudovolpe di Darwin |
|  |                       |
|  | Aguarachay            |
|  |                       |

|  | Culpeo |
|  |        |
|  | Chilla |
|  |        |

|  | Pseudovolpe di Darwin |
|  |                       |
|  | Aguarachay            |
|  |                       |

|  | Culpeo |
|  |        |
|  | Chilla |
|  |        |

|  | Pseudovolpe di Darwin |
|  |                       |
|  | Aguarachay            |
|  |                       |

|  | Culpeo |
|  |        |
|  | Chilla |
|  |        |

|  | Pseudovolpe di Darwin |
|  |                       |
|  | Aguarachay            |
|  |                       |

|  | Culpeo |
|  |        |
|  | Chilla |
|  |        |

|  | Pseudovolpe di Darwin |
|  |                       |
|  | Aguarachay            |
|  |                       |

|  | Culpeo |
|  |        |
|  | Chilla |
|  |        |

|  | Pseudovolpe di Darwin |
|  |                       |
|  | Aguarachay            |
|  |                       |

|  | Culpeo |
|  |        |
|  | Chilla |
|  |        |

|  | Pseudovolpe di Darwin |
|  |                       |
|  | Aguarachay            |
|  |                       |

|  | Culpeo |
|  |        |
|  | Chilla |
|  |        |

|  | Pseudovolpe di Darwin |
|  |                       |
|  | Aguarachay            |
|  |                       |

|  | Culpeo |
|  |        |
|  | Chilla |
|  |        |

|  | Pseudovolpe di Darwin |
|  |                       |
|  | Aguarachay            |
|  |                       |

|  | Culpeo |
|  |        |
|  | Chilla |
|  |        |

|  | Pseudovolpe di Darwin |
|  |                       |
|  | Aguarachay            |
|  |                       |

|  | Culpeo |
|  |        |
|  | Chilla |
|  |        |

|  | Pseudovolpe di Darwin |
|  |                       |
|  | Aguarachay            |
|  |                       |

|  | Culpeo |
|  |        |
|  | Chilla |
|  |        |

|  | Pseudovolpe di Darwin |
|  |                       |
|  | Aguarachay            |
|  |                       |

|  | Culpeo |
|  |        |
|  | Chilla |
|  |        |

|  | Pseudovolpe di Darwin |
|  |                       |
|  | Aguarachay            |
|  |                       |

|  | Culpeo |
|  |        |
|  | Chilla |
|  |        |

|  | Pseudovolpe di Darwin |
|  |                       |
|  | Aguarachay            |
|  |                       |

|  | Culpeo |
|  |        |
|  | Chilla |
|  |        |

|  | Pseudovolpe di Darwin |
|  |                       |
|  | Aguarachay            |
|  |                       |

|  | Culpeo |
|  |        |
|  | Chilla |
|  |        |

|  | Pseudovolpe di Darwin |
|  |                       |
|  | Aguarachay            |
|  |                       |

|  | Culpeo |
|  |        |
|  | Chilla |
|  |        |

|  | Pseudovolpe di Darwin |
|  |                       |
|  | Aguarachay            |
|  |                       |

|  | Culpeo |
|  |        |
|  | Chilla |
|  |        |

|  | Pseudovolpe di Darwin |
|  |                       |
|  | Aguarachay            |
|  |                       |

|  | Culpeo |
|  |        |
|  | Chilla |
|  |        |

|  | Pseudovolpe di Darwin |
|  |                       |
|  | Aguarachay            |
|  |                       |

|  | Culpeo |
|  |        |
|  | Chilla |
|  |        |

|  | Pseudovolpe di Darwin |
|  |                       |
|  | Aguarachay            |
|  |                       |

|  | Culpeo |
|  |        |
|  | Chilla |
|  |        |

|  | Pseudovolpe di Darwin |
|  |                       |
|  | Aguarachay            |
|  |                       |

|  | Culpeo |
|  |        |
|  | Chilla |
|  |        |

|  | Pseudovolpe di Darwin |
|  |                       |
|  | Aguarachay            |
|  |                       |

|  | Culpeo |
|  |        |
|  | Chilla |
|  |        |

|  | Pseudovolpe di Darwin |
|  |                       |
|  | Aguarachay            |
|  |                       |

|  | Culpeo |
|  |        |
|  | Chilla |
|  |        |

|  | Pseudovolpe di Darwin |
|  |                       |
|  | Aguarachay            |
|  |                       |

|  | Culpeo |
|  |        |
|  | Chilla |
|  |        |

|  | Pseudovolpe di Darwin |
|  |                       |
|  | Aguarachay            |
|  |                       |

|  | Culpeo |
|  |        |
|  | Chilla |
|  |        |

|  | Pseudovolpe di Darwin |
|  |                       |
|  | Aguarachay            |
|  |                       |

|  | Culpeo |
|  |        |
|  | Chilla |
|  |        |

|  | Pseudovolpe di Darwin |
|  |                       |
|  | Aguarachay            |
|  |                       |

|  | Culpeo |
|  |        |
|  | Chilla |
|  |        |

|  | Pseudovolpe di Darwin |
|  |                       |
|  | Aguarachay            |
|  |                       |

|  | Culpeo |
|  |        |
|  | Chilla |
|  |        |

|  | Pseudovolpe di Darwin |
|  |                       |
|  | Aguarachay            |
|  |                       |

|  | Culpeo |
|  |        |
|  | Chilla |
|  |        |

|  | Pseudovolpe di Darwin |
|  |                       |
|  | Aguarachay            |
|  |                       |

|  | Culpeo |
|  |        |
|  | Chilla |
|  |        |

|  | Pseudovolpe di Darwin |
|  |                       |
|  | Aguarachay            |
|  |                       |

|  | Culpeo |
|  |        |
|  | Chilla |
|  |        |

|  | Pseudovolpe di Darwin |
|  |                       |
|  | Aguarachay            |
|  |                       |

|  | Culpeo |
|  |        |
|  | Chilla |
|  |        |

|  | Pseudovolpe di Darwin |
|  |                       |
|  | Aguarachay            |
|  |                       |

|  | Culpeo |
|  |        |
|  | Chilla |
|  |        |

|  | Pseudovolpe di Darwin |
|  |                       |
|  | Aguarachay            |
|  |                       |

|  | Culpeo |
|  |        |
|  | Chilla |
|  |        |

|  | Speoto                                                    |
|  |                                                           |
|  | \| \| Crisocione \| \| \| \| \| \| †Dusicione \| \| \| \| |
|  |                                                           |
|  | Crisocione                                                |
|  |                                                           |
|  | †Dusicione                                                |
|  |                                                           |

|  | Crisocione |
|  |            |
|  | †Dusicione |
|  |            |

|  | Pseudovolpe di Darwin |
|  |                       |
|  | Aguarachay            |
|  |                       |

|  | Culpeo |
|  |        |
|  | Chilla |
|  |        |

|  | Pseudovolpe di Darwin |
|  |                       |
|  | Aguarachay            |
|  |                       |

|  | Culpeo |
|  |        |
|  | Chilla |
|  |        |

|  | Pseudovolpe di Darwin |
|  |                       |
|  | Aguarachay            |
|  |                       |

|  | Culpeo |
|  |        |
|  | Chilla |
|  |        |

|  | Pseudovolpe di Darwin |
|  |                       |
|  | Aguarachay            |
|  |                       |

|  | Culpeo |
|  |        |
|  | Chilla |
|  |        |

|  | Pseudovolpe di Darwin |
|  |                       |
|  | Aguarachay            |
|  |                       |

|  | Culpeo |
|  |        |
|  | Chilla |
|  |        |

|  | Pseudovolpe di Darwin |
|  |                       |
|  | Aguarachay            |
|  |                       |

|  | Culpeo |
|  |        |
|  | Chilla |
|  |        |

|  | Pseudovolpe di Darwin |
|  |                       |
|  | Aguarachay            |
|  |                       |

|  | Culpeo |
|  |        |
|  | Chilla |
|  |        |

|  | Pseudovolpe di Darwin |
|  |                       |
|  | Aguarachay            |
|  |                       |

|  | Culpeo |
|  |        |
|  | Chilla |
|  |        |

|  | Pseudovolpe di Darwin |
|  |                       |
|  | Aguarachay            |
|  |                       |

|  | Culpeo |
|  |        |
|  | Chilla |
|  |        |

|  | Pseudovolpe di Darwin |
|  |                       |
|  | Aguarachay            |
|  |                       |

|  | Culpeo |
|  |        |
|  | Chilla |
|  |        |

|  | Pseudovolpe di Darwin |
|  |                       |
|  | Aguarachay            |
|  |                       |

|  | Culpeo |
|  |        |
|  | Chilla |
|  |        |

|  | Pseudovolpe di Darwin |
|  |                       |
|  | Aguarachay            |
|  |                       |

|  | Culpeo |
|  |        |
|  | Chilla |
|  |        |

|  | Pseudovolpe di Darwin |
|  |                       |
|  | Aguarachay            |
|  |                       |

|  | Culpeo |
|  |        |
|  | Chilla |
|  |        |

|  | Pseudovolpe di Darwin |
|  |                       |
|  | Aguarachay            |
|  |                       |

|  | Culpeo |
|  |        |
|  | Chilla |
|  |        |

|  | Pseudovolpe di Darwin |
|  |                       |
|  | Aguarachay            |
|  |                       |

|  | Culpeo |
|  |        |
|  | Chilla |
|  |        |

|  | Pseudovolpe di Darwin |
|  |                       |
|  | Aguarachay            |
|  |                       |

|  | Culpeo |
|  |        |
|  | Chilla |
|  |        |

|  | Pseudovolpe di Darwin |
|  |                       |
|  | Aguarachay            |
|  |                       |

|  | Culpeo |
|  |        |
|  | Chilla |
|  |        |

|  | Pseudovolpe di Darwin |
|  |                       |
|  | Aguarachay            |
|  |                       |

|  | Culpeo |
|  |        |
|  | Chilla |
|  |        |

|  | Pseudovolpe di Darwin |
|  |                       |
|  | Aguarachay            |
|  |                       |

|  | Culpeo |
|  |        |
|  | Chilla |
|  |        |

|  | Pseudovolpe di Darwin |
|  |                       |
|  | Aguarachay            |
|  |                       |

|  | Culpeo |
|  |        |
|  | Chilla |
|  |        |

|  | Pseudovolpe di Darwin |
|  |                       |
|  | Aguarachay            |
|  |                       |

|  | Culpeo |
|  |        |
|  | Chilla |
|  |        |

|  | Pseudovolpe di Darwin |
|  |                       |
|  | Aguarachay            |
|  |                       |

|  | Culpeo |
|  |        |
|  | Chilla |
|  |        |

|  | Pseudovolpe di Darwin |
|  |                       |
|  | Aguarachay            |
|  |                       |

|  | Culpeo |
|  |        |
|  | Chilla |
|  |        |

|  | Pseudovolpe di Darwin |
|  |                       |
|  | Aguarachay            |
|  |                       |

|  | Culpeo |
|  |        |
|  | Chilla |
|  |        |

|  | Pseudovolpe di Darwin |
|  |                       |
|  | Aguarachay            |
|  |                       |

|  | Culpeo |
|  |        |
|  | Chilla |
|  |        |

|  | Pseudovolpe di Darwin |
|  |                       |
|  | Aguarachay            |
|  |                       |

|  | Culpeo |
|  |        |
|  | Chilla |
|  |        |

|  | Pseudovolpe di Darwin |
|  |                       |
|  | Aguarachay            |
|  |                       |

|  | Culpeo |
|  |        |
|  | Chilla |
|  |        |

|  | Pseudovolpe di Darwin |
|  |                       |
|  | Aguarachay            |
|  |                       |

|  | Culpeo |
|  |        |
|  | Chilla |
|  |        |

|  | Pseudovolpe di Darwin |
|  |                       |
|  | Aguarachay            |
|  |                       |

|  | Culpeo |
|  |        |
|  | Chilla |
|  |        |

|  | Pseudovolpe di Darwin |
|  |                       |
|  | Aguarachay            |
|  |                       |

|  | Culpeo |
|  |        |
|  | Chilla |
|  |        |

|  | Pseudovolpe di Darwin |
|  |                       |
|  | Aguarachay            |
|  |                       |

|  | Culpeo |
|  |        |
|  | Chilla |
|  |        |

|  | Pseudovolpe di Darwin |
|  |                       |
|  | Aguarachay            |
|  |                       |

|  | Culpeo |
|  |        |
|  | Chilla |
|  |        |

|  | Pseudovolpe di Darwin |
|  |                       |
|  | Aguarachay            |
|  |                       |

|  | Culpeo |
|  |        |
|  | Chilla |
|  |        |

|  | Pseudovolpe di Darwin |
|  |                       |
|  | Aguarachay            |
|  |                       |

|  | Culpeo |
|  |        |
|  | Chilla |
|  |        |

|  | Pseudovolpe di Darwin |
|  |                       |
|  | Aguarachay            |
|  |                       |

|  | Culpeo |
|  |        |
|  | Chilla |
|  |        |

|  | Pseudovolpe di Darwin |
|  |                       |
|  | Aguarachay            |
|  |                       |

|  | Culpeo |
|  |        |
|  | Chilla |
|  |        |

|  | Pseudovolpe di Darwin |
|  |                       |
|  | Aguarachay            |
|  |                       |

|  | Culpeo |
|  |        |
|  | Chilla |
|  |        |

|  | Pseudovolpe di Darwin |
|  |                       |
|  | Aguarachay            |
|  |                       |

|  | Culpeo |
|  |        |
|  | Chilla |
|  |        |

|  | Pseudovolpe di Darwin |
|  |                       |
|  | Aguarachay            |
|  |                       |

|  | Culpeo |
|  |        |
|  | Chilla |
|  |        |

|  | Pseudovolpe di Darwin |
|  |                       |
|  | Aguarachay            |
|  |                       |

|  | Culpeo |
|  |        |
|  | Chilla |
|  |        |

|  | Pseudovolpe di Darwin |
|  |                       |
|  | Aguarachay            |
|  |                       |

|  | Culpeo |
|  |        |
|  | Chilla |
|  |        |

|  | Pseudovolpe di Darwin |
|  |                       |
|  | Aguarachay            |
|  |                       |

|  | Culpeo |
|  |        |
|  | Chilla |
|  |        |

|  | Pseudovolpe di Darwin |
|  |                       |
|  | Aguarachay            |
|  |                       |

|  | Culpeo |
|  |        |
|  | Chilla |
|  |        |

|  | Pseudovolpe di Darwin |
|  |                       |
|  | Aguarachay            |
|  |                       |

|  | Culpeo |
|  |        |
|  | Chilla |
|  |        |

|  | Pseudovolpe di Darwin |
|  |                       |
|  | Aguarachay            |
|  |                       |

|  | Culpeo |
|  |        |
|  | Chilla |
|  |        |

|  | Pseudovolpe di Darwin |
|  |                       |
|  | Aguarachay            |
|  |                       |

|  | Culpeo |
|  |        |
|  | Chilla |
|  |        |

|  | Pseudovolpe di Darwin |
|  |                       |
|  | Aguarachay            |
|  |                       |

|  | Culpeo |
|  |        |
|  | Chilla |
|  |        |

|  | Pseudovolpe di Darwin |
|  |                       |
|  | Aguarachay            |
|  |                       |

|  | Culpeo |
|  |        |
|  | Chilla |
|  |        |

|  | Pseudovolpe di Darwin |
|  |                       |
|  | Aguarachay            |
|  |                       |

|  | Culpeo |
|  |        |
|  | Chilla |
|  |        |

|  | Pseudovolpe di Darwin |
|  |                       |
|  | Aguarachay            |
|  |                       |

|  | Culpeo |
|  |        |
|  | Chilla |
|  |        |

|  | Pseudovolpe di Darwin |
|  |                       |
|  | Aguarachay            |
|  |                       |

|  | Culpeo |
|  |        |
|  | Chilla |
|  |        |

|  | Pseudovolpe di Darwin |
|  |                       |
|  | Aguarachay            |
|  |                       |

|  | Culpeo |
|  |        |
|  | Chilla |
|  |        |

|  | Pseudovolpe di Darwin |
|  |                       |
|  | Aguarachay            |
|  |                       |

|  | Culpeo |
|  |        |
|  | Chilla |
|  |        |

|  | Pseudovolpe di Darwin |
|  |                       |
|  | Aguarachay            |
|  |                       |

|  | Culpeo |
|  |        |
|  | Chilla |
|  |        |

|  | Pseudovolpe di Darwin |
|  |                       |
|  | Aguarachay            |
|  |                       |

|  | Culpeo |
|  |        |
|  | Chilla |
|  |        |

|  | Pseudovolpe di Darwin |
|  |                       |
|  | Aguarachay            |
|  |                       |

|  | Culpeo |
|  |        |
|  | Chilla |
|  |        |

|  | Pseudovolpe di Darwin |
|  |                       |
|  | Aguarachay            |
|  |                       |

|  | Culpeo |
|  |        |
|  | Chilla |
|  |        |

|  | Pseudovolpe di Darwin |
|  |                       |
|  | Aguarachay            |
|  |                       |

|  | Culpeo |
|  |        |
|  | Chilla |
|  |        |

|  | Pseudovolpe di Darwin |
|  |                       |
|  | Aguarachay            |
|  |                       |

|  | Culpeo |
|  |        |
|  | Chilla |
|  |        |

|  | Pseudovolpe di Darwin |
|  |                       |
|  | Aguarachay            |
|  |                       |

|  | Culpeo |
|  |        |
|  | Chilla |
|  |        |

|  | Pseudovolpe di Darwin |
|  |                       |
|  | Aguarachay            |
|  |                       |

|  | Culpeo |
|  |        |
|  | Chilla |
|  |        |

|  | Pseudovolpe di Darwin |
|  |                       |
|  | Aguarachay            |
|  |                       |

|  | Culpeo |
|  |        |
|  | Chilla |
|  |        |

|  | Pseudovolpe di Darwin |
|  |                       |
|  | Aguarachay            |
|  |                       |

|  | Culpeo |
|  |        |
|  | Chilla |
|  |        |

|  | Pseudovolpe di Darwin |
|  |                       |
|  | Aguarachay            |
|  |                       |

|  | Culpeo |
|  |        |
|  | Chilla |
|  |        |

## Descrizione

### Aspetto
I membri di questo genere sono generalmente di taglia media, misurando dai 53 ai 120 cm di lunghezza corporea e pesando dai 4 ai 13 chili. La specie più grande è L. culpaeus, mentre la più piccola è L. sechurae. Il pelame è generalmente denso, con una giarra fitta con lunghi peli di guardia. Il colore è solitamente grigio agouti con sfumature di ocra e di tenné sulle parti superiori, mentre la testa, il collo e le orecchie sono rossicce. L'addome e il torace sono spesso pallidi, e la coda e lunga e folta con una punta nera. I molari sono ben sviluppati, ma i denti carnassiali sono relativamente corti. Si distinguono dalle volpi, a cui assomigliano superficialmente, dalle loro pupille circolari invece che ellittiche, e code più lunghe che toccano il suolo.

### Comportamento
Sono per la maggior parte canidi notturni. I loro vocalizzi sono stati descritti come ululati o latrati, e si sentono soprattutto di notte durante la stagione degli amori. Le licalopecie sono monogami, dando luce dopo una gravidanza di 55-60 giorni a quattro o cinque cuccioli all'anno. Il maschio partecipa nella cura delle prole.

### Ecologia
Le licalopecie occupano numerosi habitat diversi: L. sechurae abita deserti sabbiosi, L. griseus le pianure e le boscaglie, L. gymnocercus le pampas, le colline, i deserti, e le foreste aperte, e L. culpaeus le zone montane alte fino a 4.500 m s.l.m.. Le loro tane si trovano solitamente tra le rocce, sotto gli alberi, in cespugli o nelle fosse scavate da altri animali come gli armadilli o le viscacce di montagna. Sono onnivori, con una dieta che include i roditori, i lagomorfi, gli uccelli, le lucertole, le rane, gli insetti, i frutti e le canne da zucchero.

## Specie odierne
Le specie solitamente incluse in questo genere comprendono:
| Specie                | Nomi comuni                                              | Autorità         | Dimensioni                                                                    | Areale attuale                                                | Stato di conservazione        |
| --------------------- | -------------------------------------------------------- | ---------------- | ----------------------------------------------------------------------------- | ------------------------------------------------------------- | ----------------------------- |
| Lycalopex culpaeus    | •Culpeo •Pseudovolpe delle Ande                          | Molina, 1782     | Corpo: 67,5-92,5 cm Coda: 30,5-49,3 cm Orecchie: 7,5-9,8 cm Peso: 3,4-13,8 kg | Ande, dal dipartimento di Nariño alla Terra del Fuoco         | Specie a rischio minimo       |
| Lycalopex fulvipes    | Pseudovolpe di Darwin                                    | Martin, 1837     | Corpo: 48-59,1 cm Coda: 17,5-25,5 cm Orecchie: 5,2-8,1 cm Peso: 1,8-3,9 kg    | Chiloé e parco nazionale di Nahuelbuta                        | Specie in pericolo critico    |
| Lycalopex griseus     | Chilla                                                   | Gray, 1837       | Corpo: 50,1-66 cm Coda: 11,5-34,7 cm Orecchie: 5,5-16,9 cm Peso: 2,5-5 kg     | Ande, dal Cile settentrionale alla Terra del Fuoco            | Specie a rischio minimo       |
| Lycalopex gymnocercus | •Aguarachay •Pseudovolpe Azara •Pseudovolpe delle pampas | G. Fischer, 1814 | Corpo: 50,5-74 cm Coda: 25-41 cm Orecchie: 6,1-9 cm Peso: 4,2-5,9 kg          | Cono Sud                                                      | Specie a rischio minimo       |
| Lycalopex sechurae    | Pseudovolpe di Sechura                                   | Thomas, 1900     | Corpo: 50-78 cm Coda: 27–34 cm Orecchie: 6–8 cm Peso: 2,6-4,2 kg              | Zone costali di Perù nordoccidentale e Ecuador sudoccidentale | Specie prossima alla minaccia |
| Lycalopex vetulus     | Jaguapitango                                             | Lund, 1842       | Corpo: 49-71,5 cm Coda: 25-71,5 cm Orecchie: 6-7,6 cm Peso: 2,5-4 kg          | Zone cerrado di Brasile                                       | Dati insufficienti            |